# 1975 في الأردن
فيما يلي قوائم الأحداث التي وقعت خلال عام 1975 في الأردن.